# Sofia Areal
Sofia Areal  (Lisboa, 4 de junho de 1960) é uma artista Portuguesa com um trabalho forte em termos cromático e com especial foco em formas não geométricas, com um teor orgânico e gestual. O seu trabalho embarca, para além da pintura e desenho, colagem, desenho têxtil e cenografia.  

## Biografia e Formação
Areal nasce em Lisboa em 1960, filha do pintor António Areal (1934-1978) e de Maria Lira dos Passos Freitas Pereira (n. 1937). É a segunda de quatro irmãs. 
Sofia Areal nasceu num contexto familiar que privilegiava as artes e as letras: o pai, além de pintor, escreveu vários livros de crítica, ensaio e poesia; a mãe, também artista, tem o curso de escultura e atualmente dedica-se ao desenho; o avô paterno, Joaquim Santiago Areal e Silva, era arquiteto e, juntamente com Jorge Segurado, foi um dos responsáveis pelo restauro dos monumentos nacionais na década de 1950; na família materna, madeirense, o bisavô e a avó, ligados às artes, haviam estudado em Inglaterra. Cresceu entre Lisboa, Funchal, Açores e Moçambique.
Iniciou a formação artística no Reino Unido, onde frequentou o curso de Textile Design (1978-1979) e o Foundation Course (1979-1980) no Herefordshire College of Art & Design, em St. Albans. 
De regresso a Portugal, frequentou, entre 1981 e 1983, ateliers de pintura e desenho no AR.CO, em Lisboa, tendo sido aluna de Rogério Ribeiro, António Sena e José Mouga. Além da pintura e do desenho, desenvolve investigação plástica nos domínios da ilustração, design gráfico e cenografia. Em 1982, casou-se com o escultor Rui Sanches, com quem viveu 20 anos e com quem teve um filho, o artista Martim Brion.
Apesar de já ter apresentado os seus trabalhos em mostras coletivas ao longo da década de 1980, foi sobretudo a partir do convite feito pela Alda Cortez para expor na sua galeria, em 1990, que Areal iniciou uma dinâmica regular na apresentação pública dos seus trabalhos, a qual manteve até à atualidade.

## Obra Plástica
Investigando as formas e a luz, Sofia Areal joga pintura e desenho num universo de grande proximidade, cuja demarcação se faz sobretudo pelo suporte. Com efeito, as técnicas não operam rupturas. Com a exceção do óleo, o acrílico, com que também trabalha as telas, integra igualmente o fazer sobre papel, em estreita relação com o lápis de cor, tinta-da-china, aguarela, a grafite ou a colagem. Mais corpórea na pintura, a cor não perde presença no desenho, tal como a linha texturada do lápis (de cor, de cera) não deixa de comparecer na tela. Em ambas as expressões se encontra a busca do equilíbrio espacial entendido como harmonia de chios e vazios, opacidades e transparências, num jogo gráfico de contrastes (simultâneos, como lhes chamou Sónia Delaunay, com cuja gramática a de Sofia tem afinidades). Criados no seio de uma paleta vibrante onde dominam os pretos, brancos, vermelhos e amarelos, em jogo com azuis e verdes, eles entram em tensão com a fragilidade da linha que se inscreve sobre a mancha, servindo o fazer da pintura e do desenho como modos de escrever e rescrever o mundo. Interpelando-o, registando-o e refazendo-o em bipolaridades, a sua obra põe-nos em confronto com as forças primordiais, seguras no turbilhão do seu gesto plástico, intuitivo e imediato – próximo, por isso, do fazer surrealista. Semelhante qualidade não lhe retira, contudo, as demoras de que o seu pensamento plástico se reveste. O formato das telas sublinha também a investigação sobre os modos de equilibrar a noite com o dia. Dionísio e Apolo, indo do rectangular ao circular dos tondos. Estes últimos, prestando-se com destreza à sua função de alvos, afirmam-se como metáforas para a atenção necessárias ao olhar e ao fazer plásticos. Aliás, além dos suportes que, no desenho, sobre folhas compridas, já mimaram a linha dos cadernos onde a escrita se ensaia, também os fundos operam uma afirmação de vigor, indicando uma precisão orientalizante, feita de complementaridade ou completude. E também o traçado ou a assinatura que sobre eles se inscreve, em veias nervosas cujo dinamismo se testemunha no afunilamento ou no adensamento da linha que chega a metamorforsear-se em mancha, sublinha a presença dessas forças e da sua necessária e sábia fruição e contenção.

## Exposições
Sofia Areal apresenta regularmente os seus trabalhos em exposições coletivas, desde 1982, e individuais, desde 1990.  
Individuais (seleção):
2016 – “Inquietamente: Variações sobre um mesmo tema”, Galeria João Esteves de Oliveira, Lisboa, Portugal
2015 - “Que Grande Pouca Vergonha – Morde com todos os dentes que tens na língua”, Teatro da Politecnica, Artistas Unidos, Lisboa, Portugal
2014 - “113o 55’E 21o 11’N”, Casa Garden, Fundação Oriente, Macau S.A.R., China.
2011 - “SIM”, exposição antológica dos últimos dez anos de trabalho, Cordoaria Nacional, Galeria do Torreão Nascente, Lisboa, Portugal.
2009 “Um Gabinete Anti-Dor”, Grupo Pró-Évora, Évora, Portugal.
2006 “360 Graus ao SOL”, Museu de Arte Contêmporanea do Funchal, agora MUDAS Museu de Arte Contêmporanea da Madeira, Madeira, Portugal.
2002 “Sofia Areal sobre cadernos de João Miguel Fernandes Jorge”, Casa da Cerca - Centro de Arte Contêmporanea, Almada, Portugal.
2000 “Alguns dos meus, meus”, Casa da Cerca - Centro de Arte Contêmporanea, Almada, Portugal.
1993 “Pintura e desenho de Sofia Areal”, Galeria J.M. Gomes Alves, Guimarães, Portugal.
1990 “Sofia Areal”, Galeria Alda Cortez, Lisboa, Portugal.
Colectivas (seleção):
2016 “Aproximações”, Museu A.N.A., Lisboa, Portugal
2013 "Re-Encontros" – Sofia Areal, Álvaro Lapa, Nikias Skapinakis, Manuel Casimiro, Jorge Martins, Galeria Neupergama, Torres Novas, Portugal.
2010 “Quatro”, Sofia Areal, Manuel Casimiro, Jorge Martins e Nikias Skapinakis, Galeria Giefarte, Lisboa, Portugal. (continuou em 2011 no Museu Municipal de Aveiro, Centro Cultural de Sines e no Centro Cultural de Cascais).
2006 "26 Anos, 26 Artistas, 104 Originais”, Galeria Neupergama, Torres Novas, Portugal.
2005 "15 Anos da Galeria", JM Gomes Alves Galeria, Guimarães, Portugal.
2000 “Paula Rego, Lourdes Castro, Sofia Areal e Ana Vidigal”, Museu de Arte Contêmporanea do Funchal, agora MUDAS, Madeira, Portugal.
1999 “Linhas de Sombra”, com curadoria de João Miguel Fernandes Jorge e Helena de Freitas, CAM - Centro de Arte Moderna José de Azeredo Perdigão, Fundação Calouste Gulbenkian, Lisboa, Portugal.
1994 “Quando o Mundo nos Cai em Cima: Arte no Tempo da Sida”, Centro Cultural de Belém, Lisboa, Portugal.
1993 “Jovens Artistas da C.E.”, com curadoria de João Lima Pinharanda, Seoul, Coreia do Sul.
1990 “Exposição Ibérica de Arte Moderna”, EIAM’90, com curadoria de João Luis Pinharanda, Caceres e Badajoz, Espanha.
1989 “Quarto Crescente”, texteis desenhados por artistas plásticos, Palácio Nacional da Pena, Sintra, Portugal.
1984 “Novos Novos”, Sociedade Nacional de Belas Artes, Lisboa, Portugal.

## Colecções
Areal está representada em várias colecções institucionais entre as quais
Centro de Arte Moderna José de Azeredo Perdigão da Fundação Calouste Gulbenkian, Lisboa. Casa da Cerca - Centro de Arte Contemporânea, Almada. Museu de Arte Contemporânea de Elvas, Coleção António Cachola, Elvas.  MUDAS - Museu de Arte Contêmporanea da Madeira, Madeira. Coleção A.N.A., Lisboa. FEVAL, Cáceres. Fundação Carmona e Costa. Fundação Oriente, Macau. Fundação D. Luís I, Cascais. Fundação de Serralves, Porto. Fundação PLMJ, Lisboa. Fundação Millennium BCP, Lisboa. Fundação Leal Rios, Lisboa. Novo Banco, Lisboa. Banif Mais, Lisboa. Caixa Nova da Galiza, Vigo. Câmara Municipal de Palmela, Palmela. Câmara Municipal de Ponta Delgada. Biblioteca Municipal de Ponte de Sor, Ponte de Sor. Coleção Vodafone, Lisboa. Fundação Leal Rios, Lisboa.

## Filmes
Em 2016 um documentário de Jorge Silva Melo, intitulado Sofia Areal: Um Gabinete Anti-Dor estreou no Teatro Municpal São Luíz em Lisboa. O documentário é focado no trabalho de Areal e na sua pratica como artista. Foi filmado maioritáriamente em dois ateliers de Areal ao longo de 6 anos. O filme é uma co-produção Artistas Unidos e RTP.
Em 2015, Jorge Silva Melo realizou um documentário sobre o seu próprio trabalho intitulado "Ainda Não Acabamos", que refere vários artistas com quem Silva Melo trabalhou ao longo dos anos, incluindo Sofia Areal.
Solveig Nordlung em 2013 realizou uma série de 5 episódios para a RTP sobre 5 mulheres diferentes, sendo uma delas Sofia Areal. As séries intitulam-se "Conversas no Cabeleireiro". Um das outras 5 mulheres era Leonor Keil, uma das irmãs de Areal.

## Monografias e Catálogos
A obra de Areal tem sido objeto de estudo e análise, em particular, nos catálogos das suas exposições, com textos assinados por, entre outros, Emília Ferreira, João Miguel Fernandes Jorge, João Lima Pinharanda, Ana Isabel Ribeiro, Eduarda Dionísio, Jorge Silva Melo, Rui Mário Gonçalves, Bernardo Pinto Ribeiro, Nelson Dimagio, ou Ana Sousa Dias. Sofia Areal tem também vindo a escrever diversos textos sobre o seu trabalho ao longo dos anos.
Em 2011, por ocasião da exposição antológica Sim: pintura e desenho (2000-2011), comissariada por Emília Ferreira, no Torreão Nascente da Cordoaria Nacional, em Lisboa, foi publicada a monografia Sofia Areal, com textos de Emília Ferreira, Jorge Silva Melo e Luís Campos e Cunha e uma entrevista à pintora conduzida por Ana Sousa Dias.
No mesmo ano, foi publicada uma entrevista a Sofia Areal, na obra Portugal entre gerações: olhares inéditos de reflexão sobre o futuro do país, coordenada por Almerinda Romeira e publicada pela Babel.
Em 2012, as obras de Sofia Areal foram escolhidas para ilustrar a Colóquio Letras (numa montagem de Luís Moreira) e vários artigos do n.º 179, sob o tema “Paisagem”, da Colóquio: Letras, editada pela Fundação Calouste Gulbenkian.
Em 2013, Sofia Areal e Allan Hobson, psiquiatra norte-americano e professor emérito da Harvard Medical School, conjugam pinturas e textos num livro intitulado Criatividade e publicado pelo ISPA. Por ocasião do lançamento do livro, a 11 de abril, o ISPA organizou a jornada “Criatividade na cultura e na psicologia”, que incluiu a conferência “Creativity and the Brain: the art of Sofia Areal”, pelo Prof. Allan Hobson, e a inauguração da exposição “A. H. S. A. Criatividade”, com obras da pintora, na Galeria Malangatana.  Em 2016, Bernardo Pinto de Almeida lança um livro Arte Portuguesa no século xx – Uma história Critica em que analisa o trabalho da artista, entre outros.
Areal também ilustrou vários livros, como o livro de Jorge Silva Melo, "Século Passado" e o livro de Virgilio Alberto Vieira, "Papeis de Fumar".